# Bas van Abel

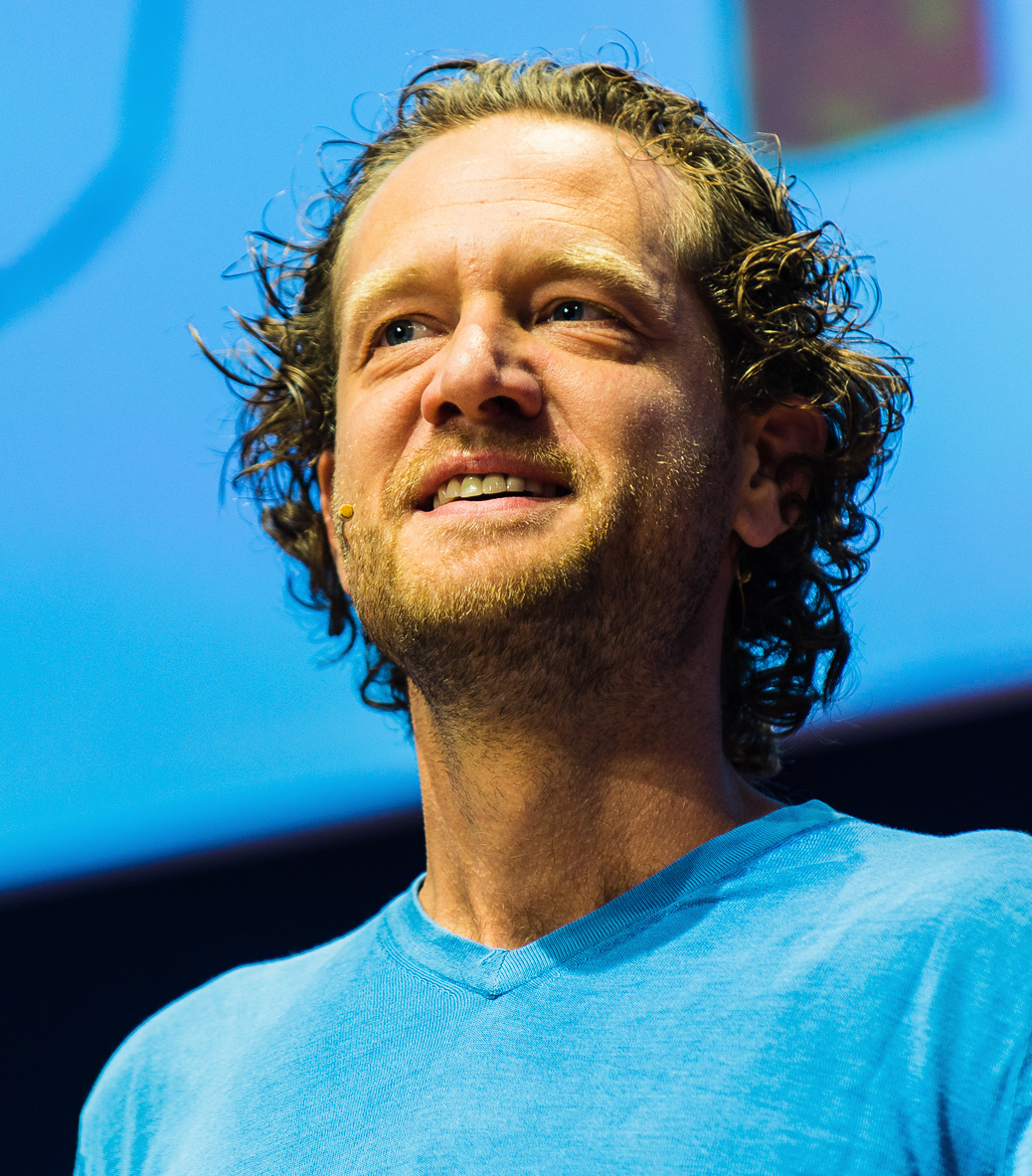
Bas van Abel (2014)

Bas van Abel (* 18. August 1977 in Nimwegen) ist ein niederländischer Designer, Elektroingenieur, Unternehmer im Bereich Social Business und Unternehmensgründer von Fairphone.

## Herkunft und Ausbildung
Van Abel wurde 1977 in Nimwegen geboren. Er studierte von 1997 bis 2002 Interaktionsdesign an der Hogeschool voor de Kunsten Utrecht, 2000 schloss er ein Parallel-Studium an der Technischen Universität Delft als Elektroingenieur und Programmierer ab.

## Karriere

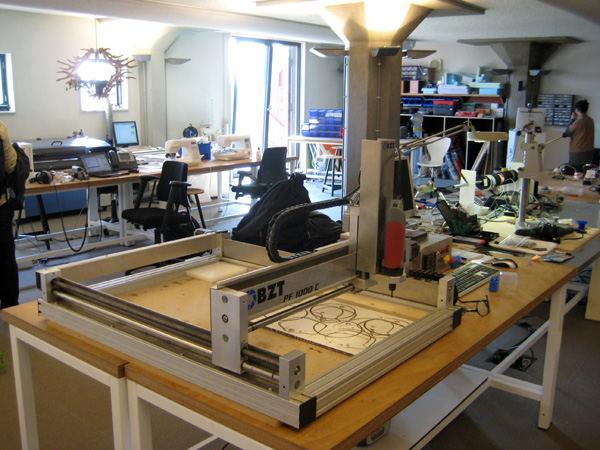
Das FabLab der Waag Society in Amsterdam

Seit 2010 arbeitete Bas van Abel im Rahmen der gemeinnützigen Organisation Waag Society in Amsterdam, die sich mit den Schnittstellen zwischen Kunst, Technologie und elektronischen Medien beschäftigt, an Projekten unter den Gesichtspunkten Nachhaltigkeit und Fairer Handel im Bereich Unterhaltungs- und Kommunikationselektronik. Dies mündete schließlich in die Gründung von Fairphone als beispielhafte Umsetzung einer Alternative durch Herstellung eines Smartphones in modularer Bauweise, das sich um möglichst faire Gewinnung von Rohstoffen, fairen Handel und faire Herstellungsbedingungen sowie Langlebigkeit und Reparierfreundlichkeit bemüht. In entsprechenden Tests landeten die Modelle Fairphone 2 und seine Nachfolger regelmäßig auf dem ersten Platz.
Das Unternehmen hatte bis Oktober 2018 runde 160.000 Smartphones verkauft, Bas van Abel wurde für Fairphone vielfach ausgezeichnet.
Im Oktober 2018 gab van Abel die Position als CEO auf, seine Nachfolgerin wurde die bisherige Geschäftsführerin Eva Gouwens. Van Abel wechselte in den Aufsichtsrat von Fairphone mit dem selbstgewählten Ziel, sich mehr um die weitere strategische Ausrichtung des Unternehmens zu kümmern.

## Auszeichnungen
- 2013 Fontanel Public Award bei den Dutch Design Awards
- 2013 Nominierung für den Rotterdam Design Prize[10]
- 2015 Momentum of Change aus den Händen von Bertrand Piccard auf der UN-Klimakonferenz in Paris 2015 der UNFCCC[11]
- 2016 Umweltpreis der Bundesstiftung Umwelt aus den Händen von Bundespräsident Joachim Gauck[12]
- 2018 Weltwirtschaftlicher Preis des IfW, der Stadt Kiel und der IHK Schleswig-Holstein[1]
- 2018  Entrepreneur of the Year 2018 der Schwab Foundation for Social Entrepreneurship[13]

## Veröffentlichungen
- mit Paul Atkinson u. a.: Open Design Now: Why Design Cannot Remain Exclusive. BIS Publishers, 2011, ISBN 978-90-6369-259-9.